# Guji, Anhui
Guji (kinesiska: 顾集) är en köping i östra Kina. Den ligger i Jieshou i staden Fuyang i provinsen Anhui, omkring 220 kilometer nordväst om provinshuvudstaden Hefei. Antalet invånare är 26459. Befolkningen består av 13 795 kvinnor och 12 664 män. Barn under 15 år utgör 23,0 %, vuxna 15-64 år 63 %, och äldre över 65 år 12,0 %.